# Lirentelimab
Il lirentelimab (venduto sotto il nome di AK002) è un anticorpo monoclonale non fucosilato, appartenente all'isotipo IgG1, che ha come bersaglio la lectina 8 immunoglobulino-simile legante l'acido sialico (SIGLEC8). In uno studio clinico randomizzato si è riscontrato che il lirentelimab riduce la conta degli eosinofili e allevia la sintomatologia nei soggetti con gastrite e gastroduodenite eosinofila. L'anticorpo, tuttavia, non ha ancora ricevuto l'approvazione per la commercializzazione su larga scala.
Il lirentelimab è stato studiato come possibile opzione terapeutica dell'orticaria cronica spontanea, della mastocitosi sistemica e dei casi gravi di congiuntivite allergica.

## Farmacodinamica
Nell'espettorato degli individui asmatici, l'espressione della SIGLEC8 sulla superficie cellulare dei granulociti eosinofili e dei mastociti risulta aumentata. Il lirentelimab demolisce gli eosinofili in eccesso grazie a un effetto citotossico; esso è mediato da alcune cellule natural killer la cui attivazione dipende dalla presenza di specifici anticorpi.
SIGLEC-8 è un recettore con funzione inibitoria presente sulla superficie cellulare di eosinofili e mastociti; la sua espressione sui basofili è nettamente inferiore. L'interleuchina 5, il fattore stimolante le colonie di granulociti e macrofagi (GM-CSF) e l'interleuchina 33 inibiscono il SIGLEC-8, favorendo la proliferazione degli eosinofili. Il lirentelimab, invece, inibisce la degranulazione dei mastociti (solitamente mediata dalle IgE), che comporterebbe il rilascio di istamina e di altre molecole pro-infiammatorie; campioni in vitro suggeriscono inoltre che l'anticorpo bloccherebbe la sintesi de novo della prostaglandina D2.

## Effetti collaterali
Gli effetti collaterali del lirentelimab includono reazioni all'infusione intravenosa, di entità da lieve a moderata; esse tendono a verificarsi soltanto dopo la prima somministrazione.

## Collegamenti
- (EN) Lirentelimab (scheda tecnica), su National Library of Medicine. URL consultato il 19 aprile 2025.
- (EN) Lirentelimab (scheda tecnica), su KEGG Drug Database. URL consultato il 19 aprile 2025.